# Wilfred Pallot
Wilfred James Pallot (Cardiff, 5 de novembre de 1884 – St Brides-super-Ely, Bro Morgannwg, 7 de novembre de 1957) va ser un jugador d'hoquei sobre herba gal·lès que va competir a principis del segle xx.
El 1908 va prendre part en els Jocs Olímpics de Londres, on va guanyar la medalla de bronze en la competició d'hoquei sobre herbal, com a membre de l'equip gal·lès.